# Bukarests diskreta charm
Bukarests diskreta charm är en svensk kortfilm från 1998 i regi av Karin Wegsjö.
Filmen skildrar sex olika personers livsöden i Bukarest, vilka är oberoende av varandra men ändå sammanbundna likt en osynlig väv. Filmen producerades av Anne Möller Bondeson och spelades in med Gunnar Källström som fotograf efter ett manus av Wegsjö. Filmen premiärvisades den 21 mars 1998 på biografen Zita i Stockholm och visades året efter på Göteborgs filmfestival.
Bukarests diskreta charm belönades med ett pris vid en filmfestival i Bukarest 1998 och nominerades 1999 till en Guldbagge för Bästa kortfilm.

## Medverkande
- Ilinca Dobresco
- Paul Tanicui
- Iulian Namescu
- Elena Popesco
- Andrei Baleanu
- Adrian Ilea